# Zur goldenen Waage (Quedlinburg)

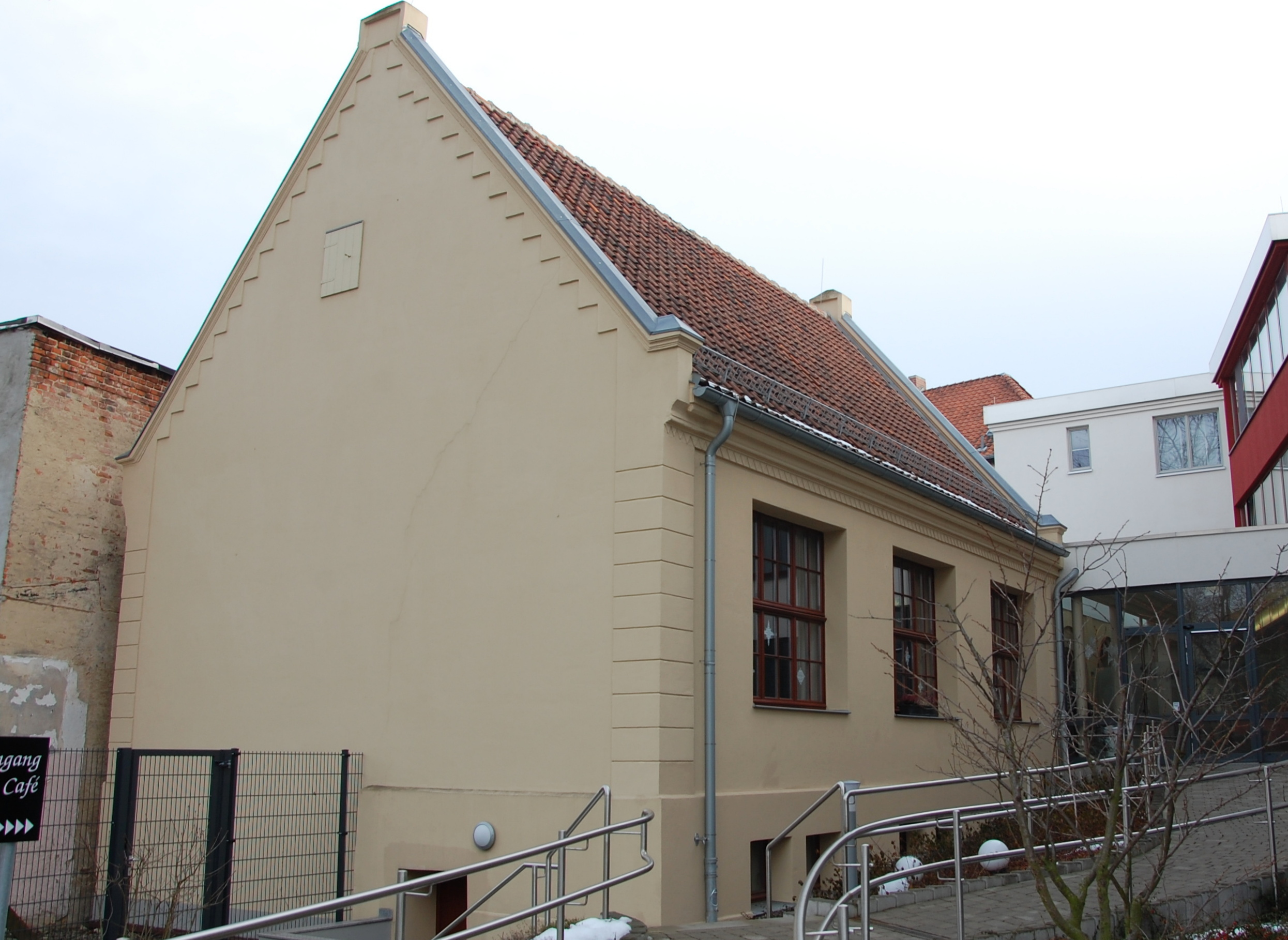
Heiligegeiststraße 10, Rest des Freimaurertempels auf der Rückseite

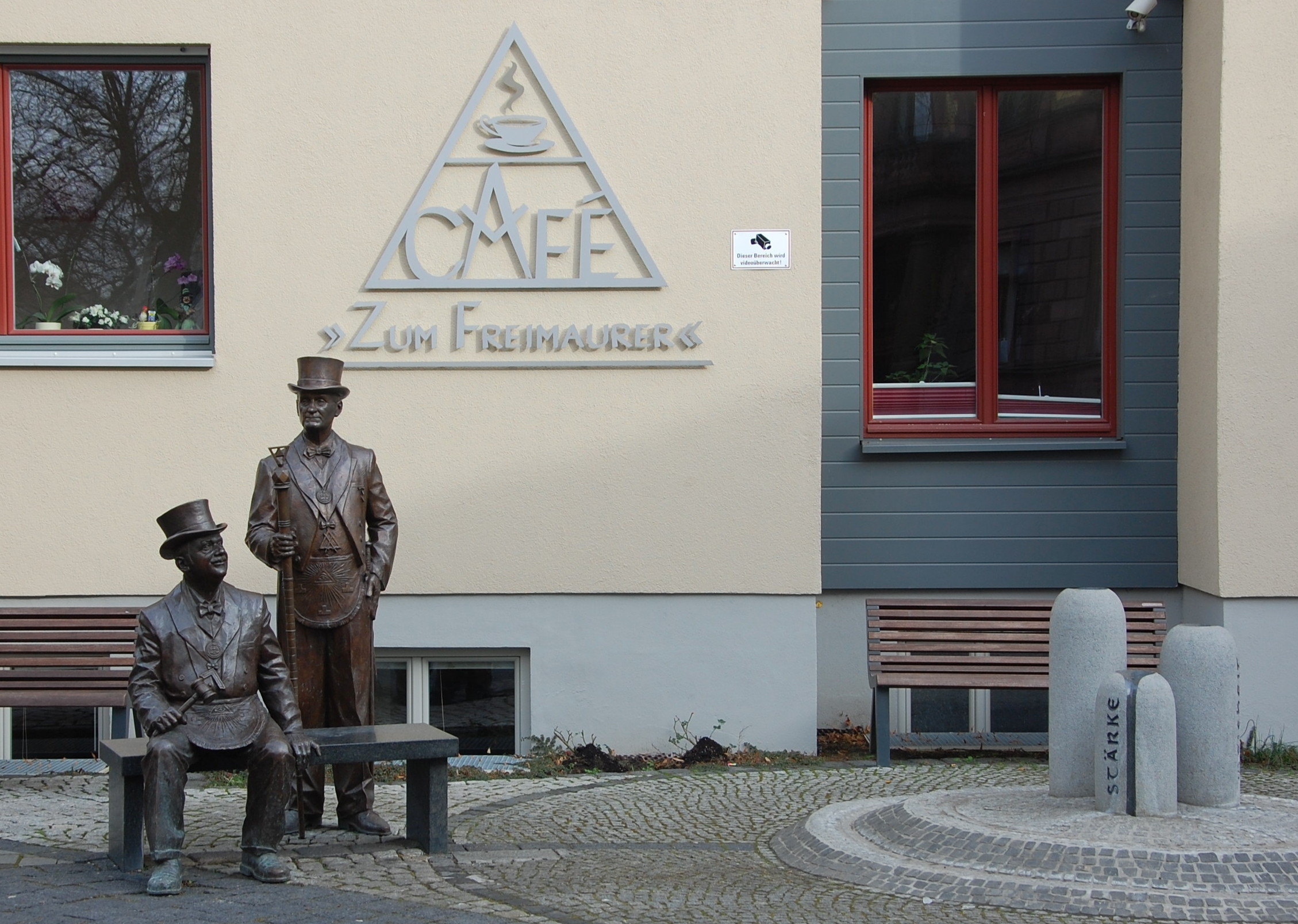
Statuen von zwei Logenbrüdern in freimaurerischer Kleidung

Das Haus Zur goldenen Waage war ein denkmalgeschütztes Gebäude in der Stadt Quedlinburg in Sachsen-Anhalt. Erhalten blieben Teile des ursprünglich enthaltenen Freimaurertempels.

## Lage
Es befand sich im Stadtgebiet südlich der historischen Quedlinburger Altstadt am Übergang der Heiligegeiststraße in die Pölkenstraße an der Adresse Heiligegeiststraße 10. Es war im Quedlinburger Denkmalverzeichnis als Wohnhaus eingetragen.

## Architektur und Geschichte
Das Gebäude war in der Zeit um 1830 im Stil des Klassizismus errichtet worden. Zuvor hatte sich dort als Teil der mittelalterlichen Stadtbefestigung das Pölkentor befunden. Es diente zeitweise als Sitz der Freimaurerloge Goldene Waage. 1901 wurde, wohl für die Loge, an der Ostseite ein neoromanischer Anbau angefügt. Die Loge war am 19. August 1841 gestiftet worden. 1912 verlegte sie ihren Sitz in das neugebaute Haus Julius-Wolff-Straße 7.
Ab 1950 diente das Haus als Sitz der Kreisbibliothek Quedlinburg. 1956 wurde im Hofgebäude eine Kinderbibliothek eingerichtet. Ab 1992 wurde in das Haus etwa eine Million Euro investiert, darunter auch Mittel des städtebaulichen Denkmalschutzes und der Stadtsanierung. So erfolgte 1993 eine Teilsanierung für 1,5 Millionen DM.
Im März 2000 zog die Bibliothek dann aus baulichen Gründen aus dem Gebäude wieder aus. 2002 wurde das Haus unterhalb seines Verkehrswertes veräußert.
Im April 2005 präsentierte der regionale Geschäftsführer des Deutschen Roten Kreuzes, Michael Funke, ein Modell eines Projektes zum Neubau eines Pflegeheims, wobei der Abriss des denkmalgeschützten Altbaus vorgesehen war. Eine Abbruchgenehmigung lag bereits vor, der Neubau wurde von den Bestimmungen der Gestaltungssatzung befreit. Auf eine historisierenden Nachbau wurde verzichtet, wobei man Teile der Freimaurerloge erhalten und in den Neubau miteinbeziehen wollte. Eine bündnisgrüne Stadträtin kritisierte vor dem Hintergrund der erheblichen, in die Sanierung geflossenen Mittel den geplanten Abriss. Tatsächlich wurde das Projekt dann mit Investitionen im Wert von vier Millionen Euro jedoch letztlich umgesetzt und das Haus abgerissen. An gleicher Stelle entstand ein 2010 fertiggestellter moderner Neubau für das DRK Seniorenpflegezentrum Zum Pölkentor mit 43 Betten. Teile des alten Freimaurertempels wurden das im Gebäude angelegte Cafe Freimaurer integriert. So blieb auch der Altar mit dem magischen Auge ist ebenso erhalten bzw. konnte wiederhergestellt werden.
Im örtlichen Denkmalverzeichnis war das Wohnhaus unter der Erfassungsnummer 094 45812 als Baudenkmal verzeichnet. 2022 wurde mit Blick auf die gravierenden baulichen Änderungen das Objekt aus Denkmalverzeichnis gestrichen.
An die alte Freimaurerloge erinnert eine am Gebäude angebrachte Gedenktafel. Darüber hinaus wurden in der Nähe des Haupteingangs zwei vom Metallbildhauer Jochen Müller gestaltete Statuen aufgestellt. Eine auf einer Bank sitzende stellt einen Logenmeister dar. Eine dahinter stehende den Logen-Zeremoniemeister.
In der Parkanlage der Seniorenresidenz befindet sich der Turmstumpf des alten Wehrturms Martinsturm.